# آب‌انبار ابوالحسن و مسجد چهارده معصوم
آب‌انبارابوالحسن ومسجد ۱۴معصوم اثری تاریخی مربوط به دوره قاجار است و در میبد، محله مهرجرد، کوچه شهید حمامی واقع شده و این اثر در تاریخ ۱۰ خرداد ۱۳۸۲ با شمارهٔ ثبت ۹۱۲۸ به‌عنوان یکی از آثار ملی ایران به ثبت رسیده است.